# Фалшификация
Фалшификацията е имитация на даден предмет с цел съдържанието или произходът му да бъдат представени невярно. Терминът се използва най-често за фалшифицирането на пари или документи, но може да се отнася и за облекло, медикаменти или други стоки, най-вече при нарушаване на индустриалната собственост.